# Chaussan
Chaussan é uma comuna francesa na região administrativa de Auvérnia-Ródano-Alpes, no departamento de Ródano. Estende-se por uma área de 7,89 km². Em 2010 a comuna tinha 1 171 habitantes (densidade: 148,4 hab./km²).